# Jung i la imaginació alquímica
Jung i la imaginació alquímica (en anglés Jung and the Alchemical Imagination) és un estudi sobre psicologia analítica i alquímia publicat l'any 2000 pel doctor en psicologia, analista junguià, professor, conferenciant i escriptor estatunidenc Jeffrey Raff.

## Sinopsi
Jung i la imaginació alquímica mostra la naturalesa espiritual de la psicologia junguiana i el deute que té amb la tradició de la religió esotèrica. A diferència d'altres llibres sobre Jung i alquímia que contenen una interpretació psicològica del material alquímic, aquest estudi empra l'alquímia per a comprendre els tres pilars de l'espiritualitat de Jung: el si mateix, la funció transcendent i la imaginació activa. Mitjançant la interpretació d'imatges alquímiques, Raff descriu la naturalesa d'aquests tres conceptes i il·lustra com, plegats, formen un nou model d'espiritualitat occidental actual.
Aquesta obra també és única en la selecció de textos alquímics per a anàlisis que són relativament poc coneguts i que, en la major part, mai no han estat interpretats. A més a més, presenta dos nous conceptes: l'aliat i el regne psicoide.
Amb l'afegit d'aquestes idees i la nova comprensió que aporten, es pot aplicar imatges alquímiques a l'experiència transpsíquica, això és, a un món espiritual que no pot pas reduir-se a conceptes psicològics. En incloure aquesta àrea en l'estudi de l'alquímia i el pensament de Jung, és possible obtenir coneixements sobre la naturalesa de les experiències visionàries i extàtiques que formen part del camí de la individuació: el camí cap a la culminació.